# Batailles de Krithia
Première Guerre mondiale
Batailles
Front du Moyen-Orient
- Afrique du Nord
- Caucase
- Perse
- Dardanelles
- Mésopotamie
- Sinaï et Palestine
- Arménie
- Ctésiphon (11-1915)
- Kut-el-Amara (12-1915)
- Romani (8-1916)
- Magdhaba (12-1916)
- Révolte arabe
- Rafa (1-1917)
- Bagdad (3-1917)
- 1re Gaza (3-1917)
- 2e Gaza (4-1917)
- Aqaba (7-1917)
- Beer-Sheva (10-1917)
- 3e Gaza (11-1917)
- Jérusalem (12-1917)
- Megiddo (9-1918)
- Damas (9-1918)
- Alep (10-1918)

Front d'Europe de l’Ouest
Front italien
Front d'Europe de l'Est
Front des Balkans
Front africain
Bataille de l'Atlantique
La bataille de Krithia - Kérévés Déré est une série de combats qui eurent lieu à partir du 5 mai 1915 pour la prise de Krithia. Cette bataille, qui faisait partie de l'expédition des Dardanelles et au cours de laquelle les forces franco-britanniques tentèrent de prendre Krithia, fut un échec sanglant.

## Situation
Après le débarquement à Sedd-Ul-Bahr, les forces alliées lancent une offensive le 28 avril pour prendre les positions turques autour de la ville de Krithia, sur la péninsule de Gallipoli. Ils ne progressent que de 3 km au prix de 3 000 pertes humaines. Les Turcs, qui dépêchent des renforts sur la péninsule, lancent une série de contre-attaques.

Le Corps Expéditionnaire d'Orient, au sud-est de Krithia, soutiendra et prendra part à toutes les actions britanniques.

## Étude du terrain
Depuis le cap Helles jusqu'à Atchi Baba (point coté 215), le terrain montagneux et raviné est difficile pour des forces offensives. Quatre grands ravins, ou deres, descendent de l'Atchi Baba vers le cap. À l'ouest on trouve le Gully Ravine, séparé de la mer Égée par son éperon. Plus à l'est, l'éperon de Fir Tree en bordure de la vallée de Krithia (appelé aussi Krithia Nullah ou Kirte Dere) puis l'éperon de Kéréves Déré surplombant le ravin du même nom qui rejoint la baie de Morto. Seuls les éperons de Gully Ravine et de Fir Tree offraient une certaine couverture et la majorité des avances britanniques a été faite sur ces éperons et à l'abri de ces ravins.

Les forces françaises opéraient sur et dans le Kéréves Déré d'où le nom des combats.

## Déroulement

### 1ercombatdu Kérévés Déré (6-7-8 mai 1915)
Second Battle of Krithia.

Le 6 mai depuis le cap Helles, les Britanniques tentent une nouvelle fois de prendre la ville de Krithia tenue par les Turcs. Leur avancée est vite freinée, ils ne progressent que de 500 m au prix de 6 500 morts. Le commandant britannique, le général sir Ian Hamilton, reçoit des renforts.

Le 8 mai, enlèvement de l'éperon de Kérévés Déré par les Français (4e RMC et 8e RMC ) et de la première crête de Krithia par les Britanniques.

Le 14 mai, le général d'Amade, malade, est remplacé par le général Gouraud.

### 2ecombatde Kérévés Déré (4 juin 1915)
Third Battle of Krithia.

Le 4 juin à Gallipoli, les Britanniques tentent de prendre pour la troisième fois la ville de Krithia, tenue par les Turcs. Environ 30 000 hommes attaquent, mais ils ne progressent que de quelques centaines de mètres au prix de 6 500 pertes humaines. Les pertes qui s'accumulent, ainsi que l'enlisement de leurs forces conduisent les Britanniques à envoyer encore des renforts. Cependant, on doute de plus en plus de l'efficacité d'une telle opération.

### 3ecombatdu Kérévés Déré (21 juin 1915)
Enlèvement par les zouaves et les légionnaires du 1er régiment de marche d'Afrique de la redoute du « Haricot ».

### 4ecombatdu Kérévés Déré (30 juin 1915)

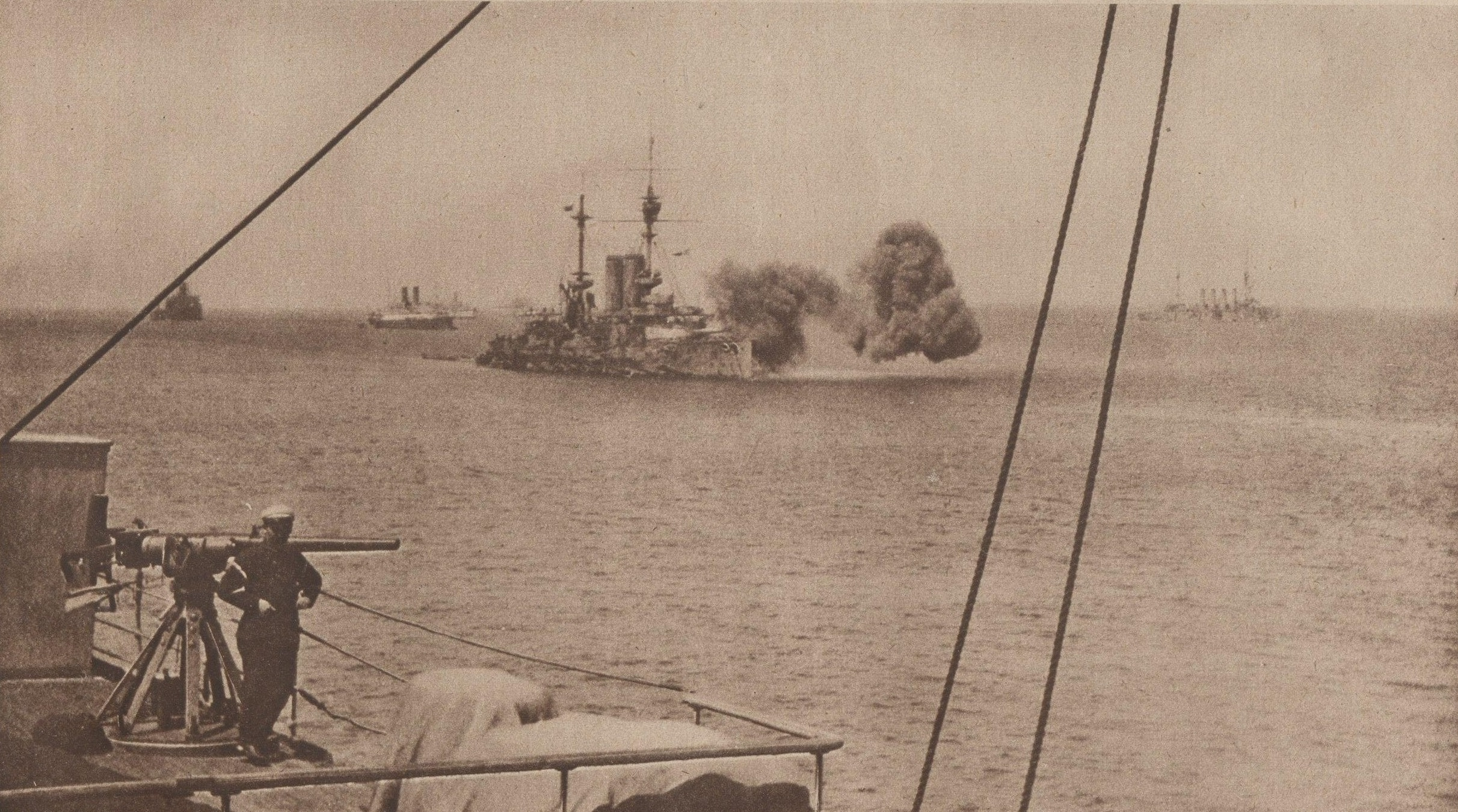
Un cuirassé anglais tirant sur le village de Krithia pour soutenir le débarquement anglais.

Prise de l'ouvrage turc « Quadrilatère des Z » par le 7e RMC.

Gouraud, grièvement blessé, cède le commandement au général Bailloud.

### 5ecombatdu Kérévés Déré (12-13 juillet 1915)
Enlèvement par le 1er régiment de marche d'Afrique renforcé du 4e et 7e RMC, du 175e RI des positions I,J,K.

### 6ecombatdu Kérévés Déré (7 août 1915)
Le 6e combat du Kérévés Déré se rattache à la bataille de Suvla, parce que l’attaque du C.E.O. était destinée à retenir devant le front français le plus de troupes ennemies possible pour faciliter le débarquement et l’attaque des troupes anglaises dans la région de Suvia.

Le 6 août, tentant de sortir de l'impasse à Gallipoli, les Britanniques lancent un assaut amphibie dans la baie de Suvla, au nord de la péninsule, près de l'endroit où eut lieu le premier débarquement, sur la plage d'Ari Burna. Le plan est de déborder les défenseurs turcs au sud, qui ont confiné les Britanniques à la pointe de la péninsule. Les débarquements sont coordonnés avec l'attaque australienne et néo-zélandaise des hauteurs de Chunuk Blair. Bien que l'offensive des ANZAC soit déterminée, ils paient cher le peu de territoire conquis. Ils prennent brièvement le sommet de Chunuk Bair le 8, mais une contre-attaque turque, dirigée par Mustafa Kemal, les fait reculer deux jours plus tard. Les débarquements à Sulva ne rencontrent pas d'opposition, mais le commandant sur place, sir Frederick Stopford, ne profite pas de la situation, ce qui permet aux renforts turcs de gagner les hauteurs de la baie de Sulva.

## Évacuation de la péninsule de Gallipoli

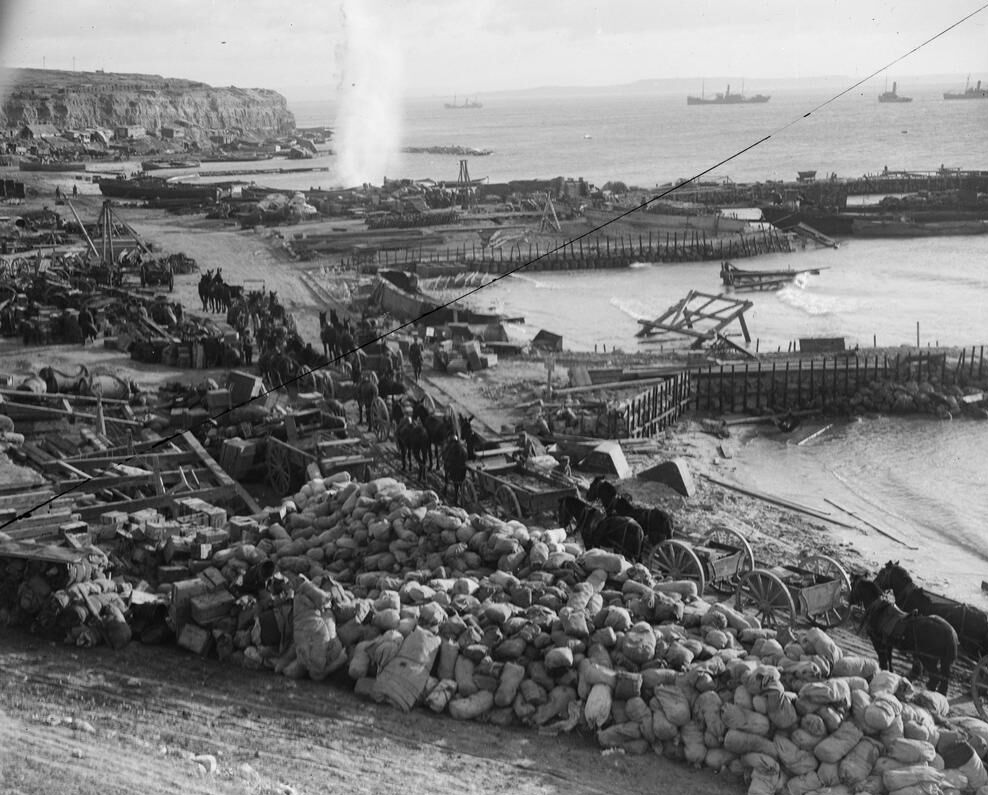
Évacuation des troupes alliées au cap Helles en janvier 1916, sous le feu de l'artillerie turque.

Le 17 août, le commandant de l'opération sur Gallipoli, le général sir Ian Hamilton, demande au secrétaire d'État à la Guerre, lord Kitchener, un renfort de quelque 95 000 hommes. La classe politique s'inquiète de plus en plus de l'enlisement de l'opération et des pertes humaines grandissantes à Gallipoli.
Le 30 septembre, la 10e division britannique est retirée de la bataille de Gallipoli qui s'enlise, et envoyée à Salonique, en Grèce.
Le 16 octobre, le commandant des forces britanniques à Gallipoli, le général sir Ian Hamilton, est avisé qu'il sera remplacé par le général sir Charles Monro, qui entre en poste le 28. Sa première requête est de demander des vêtements chauds pour l'hiver.
Le 22 novembre, lord Kitchener, le secrétaire d'État à la Guerre, parti enquêter sur le front de Gallipoli depuis le 10, préconise l'évacuation. Il repart en Angleterre le 24. Aucune décision n'est prise avant le 7 décembre, quand le gouvernement britannique décide d'évacuer les positions de la baie de Suvla et d'Ari Burna.
Le 8 décembre, l'évacuation des têtes de pont de la baie de Suvla et d'Ari Burna à Gallipoli commence. Malgré beaucoup d'appréhension, elle se déroule avec succès grâce au plan méticuleux du général William Birdwood. Les Turcs n'interviennent pas et quelque 83 000 hommes, et 168 pièces d'artillerie, 1 700 véhicules et 4 500 animaux de somme sont évacués. L'opération est achevée le 20. Les troupes restent cependant en position au cap Helles, à la pointe de la péninsule.
Le 8 janvier 1916, l'évacuation britannique de la péninsule de Gallipoli est achevée lorsque les dernières troupes (17 000 hommes et environ 40 pièces d'artillerie) quittent les plages du cap Helles. Il n'y a aucune perte durant cette opération complexe. La campagne a cependant fait 252 000 morts du côté des Britanniques, des forces du Commonwealth et des Français et 250 000 victimes du côté des Turcs.

## Décoration
- KEREVES-DERE 1915 est inscrit sur le drapeau des régiments français cités lors de cette bataille.